# Théodore Gasiglia
Théodore Gasiglia, né à Aspremont, le 9 novembre 1865 et mort à Nice le 4 mars 1941, est un homme politique et médecin français. Chirurgien en chef honoraire des Hôpitaux de Nice, ancien conseiller municipal et conseiller général de Nice.
Il repose à Nice au cimetière du Château.
Une rue du quartier de Riquier à Nice porte son nom.

## Distinctions
- Chevalier de la légion d'honneur
- Officier de l'instruction publique
- Chevalier de l'Ordre Royal de S.S Maurice et Lazare
- Chevalier de la Couronne d'Italie